# Смитвил (Арканзас)
Смитвил (енгл. Smithville) град је у америчкој савезној држави Арканзас.

## Демографија
По попису из 2010. године број становника је 78, што је 5 (6,8%) становника више него 2000. године.
| Група             | 2000.      | 2010.      |
| Белци             | 71 (97,3%) | 75 (96,2%) |
| Афроамериканци    | 1 (1,4%)   | 0 (0,0%)   |
| Азијати           | 0 (0,0%)   | 0 (0,0%)   |
| Хиспаноамериканци | 0 (0,0%)   | 1 (1,3%)   |
| Укупно            | 73         | 78         |